# Ophraea
Ophraea es un género de escarabajos de la familia Chrysomelidae. En 1886 Jacoby describió el género. Esta es la lista de especies que lo componen:
- Ophraea acuticollis Bechyne, 1950
- Ophraea aenea Jacoby, 1886
- Ophraea elongata Jacoby, 1886
- Ophraea maculicollis Blake, 1953
- Ophraea majalis Bechyne, 1950
- Ophraea melancholica Jacoby, 1886
- Ophraea metallica Jacoby, 1886
- Ophraea minor Jacoby, 1886
- Ophraea obtusicollis Bechyne, 1950
- Ophraea opaca Jacoby, 1892
- Ophraea rugosa (Jacoby, 1886)
- Ophraea subcostata Jacoby, 1886